# Американская ассоциация криптограмм
Американская ассоциация криптограмм (англ. American Cryptogram Association (ACA)) — это некоммерческая организация, занимающаяся продвижением искусства (хобби) криптоанализа, то есть искусства дешифрования («взлома») шифров.

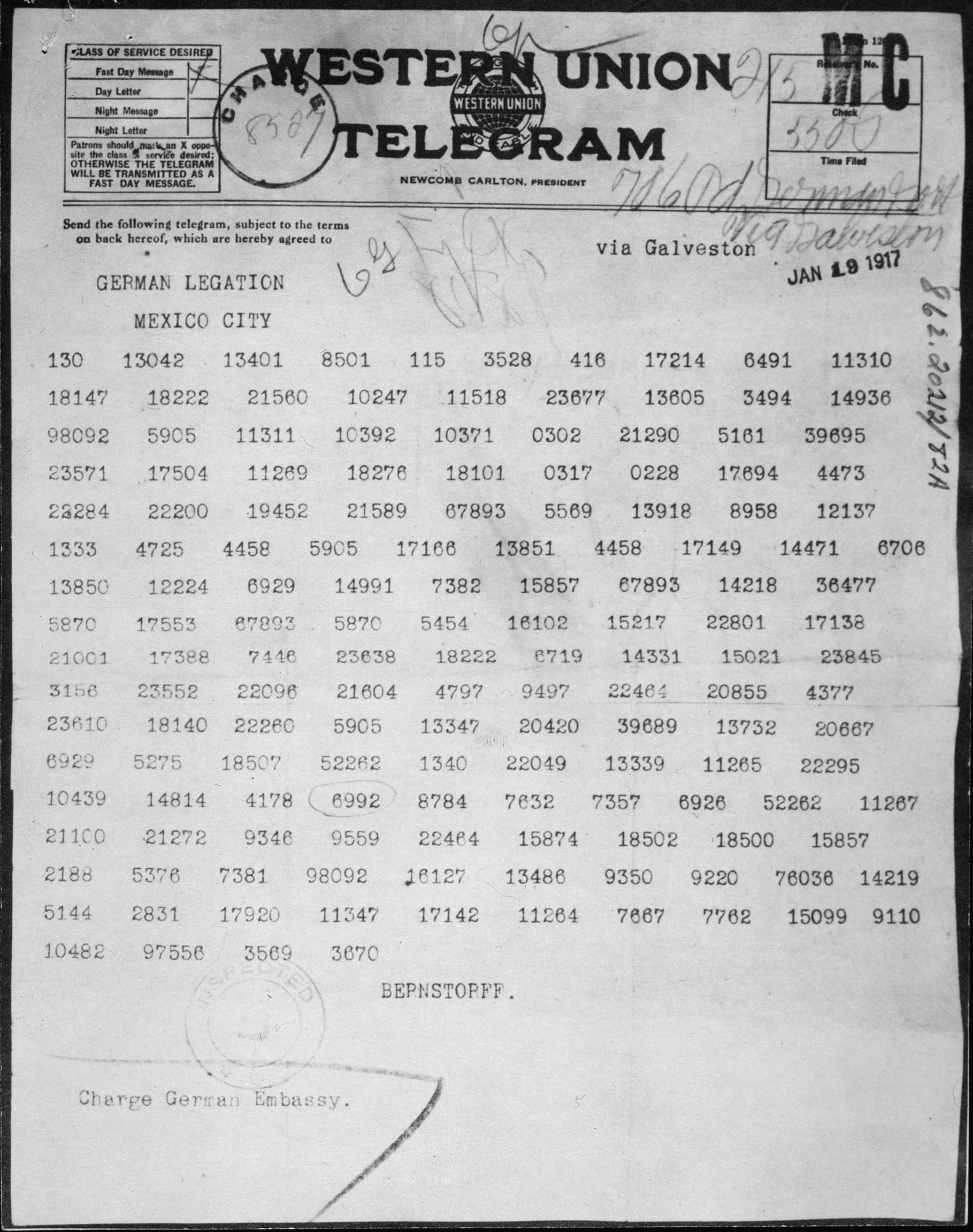
Пример криптограммы («телеграмма Циммермана», 1917 год)

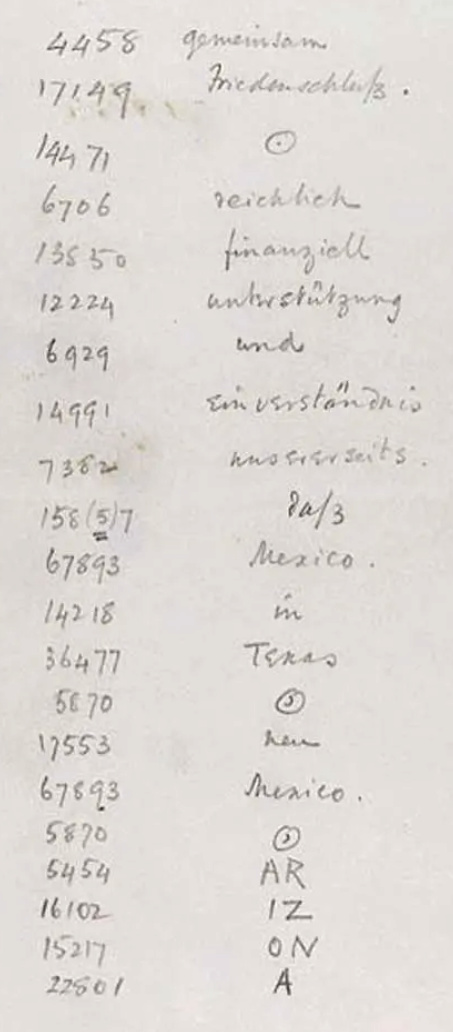
Результат дешифрования «телеграммы Циммермана» — фрагмент Германской кодовой книги

## История
В 1920-е годы в «Детективно-фантастическом еженедельнике» появился раздел, посвященный криптографии М. Э. Охавера. Доктор К. Б. Уорнер и его некоторые друзья увлеклись этим хобби и 1 сентября 1929 года создали Американскую ассоциацию криптограмм.
Объектом головоломок в начале были моноалфавитные шифры простой замены, именуемые ими «Аристократ головоломок».

## Цели Ассоциации
Целью своей деятельности Ассоциация ставит оказание содействия ее членам в повышении уровня своих знаний и развития способностей в области криптоанализа, а также  обеспечение доступа к различным материалам и публикациям в данной области.

## Структура
В состав выборных должностных лиц Ассоциации входят президент, вице-президент, секретарь и казначей. Президент при этом должен занимать должность генерального директора Ассоциации, назначать председателей комитетов, быть членом всех комитетов и должен председательствовать на ежегодной деловой встрече. Все должностные лица и волонтеры в Ассоциации действуют без денежной компенсации. Срок полномочий для всех избранных должностных лиц составляет один год.

## Издательская деятельность
Ассоциация публикует на периодической основе официальный журнал под названием «The Cryptogram», который рассылается всем членам и подписчикам.
Также Ассоциация может финансировать другие, представляющие интерес для области криптоанализа, публикации по решению Исполнительного совета.

## Ежегодные деловые встречи
Ежегодно в августе Ассоциация проводит совещания (конвенции).  Последние встречи проводились Блетчли-парке и в Форт-Лодердейле (штат Флорида) .

## Анонимность участников
ACA унаследовала от «Национальной лиги головоломок» («National Puzzler’s League» (NPL)) идею использования псевдонимов участников («noms-de-plume, noms»), для обеспечения их анонимности и, таким образом, равенства. Так, по всей видимости в соответствии с этой традицией, должностным лицам АСА присвоены псевдонимы.